# الطيبة (دير الزور)
الطيبة قرية سورية تتبع ناحية مركز الميادين في منطقة الميادين في محافظة دير الزور. بلغ عدد سكانها 6061 نسمة في عام 2004 حسب إحصاء المكتب المركزي للإحصاء.